# 莫瑞湖隕石
莫瑞湖隕石，在奧克拉荷馬最大且保存良好，世界排名第五大的鐵隕石，是於1933年在美國奧克拉荷馬州的卡特郡發現的。當時有人認為是世界上最大的已知標本。農場被賣給了奧克拉荷馬州，大約在同一時間設立莫瑞湖州立公園。標本也因此得名，最大的一塊也在公園展出。

## 發現
這塊隕石是在1933年被J.C. Dodson在莫瑞湖州立公園內發現的。核心布滿了氧化鐵和頁岩，大約有4英寸（10）是外露部分，還有厚厚的6英寸（15）埋在地下。當標本從地面移除，並且除去覆蓋的外殼，測量核心為 30英寸（0.76）長、9英寸（23）厚，和錐形寬度從一端 24英寸（61）到另一端是9英寸（23）。它的重量是600英磅（270）。

## 研究與分類
Allen Graffham，一位地質學家和公園內塔克塔博物館的館長，對這個標本很感興趣，做了許多科學研究。他為這個標本聯繫了新墨西哥大學的林肯·拉帕斯，拉帕斯證實這是一塊隕石。他評估了它主要是鐵與鎳，並估計它擊中地球時的重量可能達到2,000英磅（910），大約於9,000萬至1億1,000萬年前墜落，因而氧化的表面已經磨蝕5英寸（13）至6英寸（15）。
拉帕斯，後來是大學隕石研究所的主任，仔細的把標本切成兩塊。他進行更多的測試，將這顆隕石歸類為八面體隕鐵標本。他寫道：它也可以是hexaoctahedrite（六面體隕鐵和八面體隕鐵之間的轉換）的例子。最近更多的參考狀態認為這塊隕石可以列為六面體隕鐵或粗糙的八面體隕鐵，分類是屬於IIAB。化學分析顯示的物質包括：6.3% 鎳（Ni）、0.5%磷（P）、53.9ppm的鎵、141ppm的鍺（Ge）和0.02 ppm的銥（Ir）。
標本的一半保留在莫瑞湖，自1950年初以來，都在塔克塔博物館內展示迄今。
新英格蘭隕石服務曾經張貼在式樣分析過程中的幾張照片。

## 外部連結
- （页面存档备份，存于） A map that is claimed to show the location where the Lake Murray meteorite was discovered.